# 後白髪山
後白髪山（うしろしらひげやま）は、宮城県仙台市青葉区の西部に位置する標高1422mの山である。船形連峰に連なる。